# Liste der Kantone im Département Cher
Das Département Cher liegt in der Region Centre-Val de Loire in Frankreich. Es untergliedert sich in drei Arrondissements mit 19 Kantonen (französisch cantons).

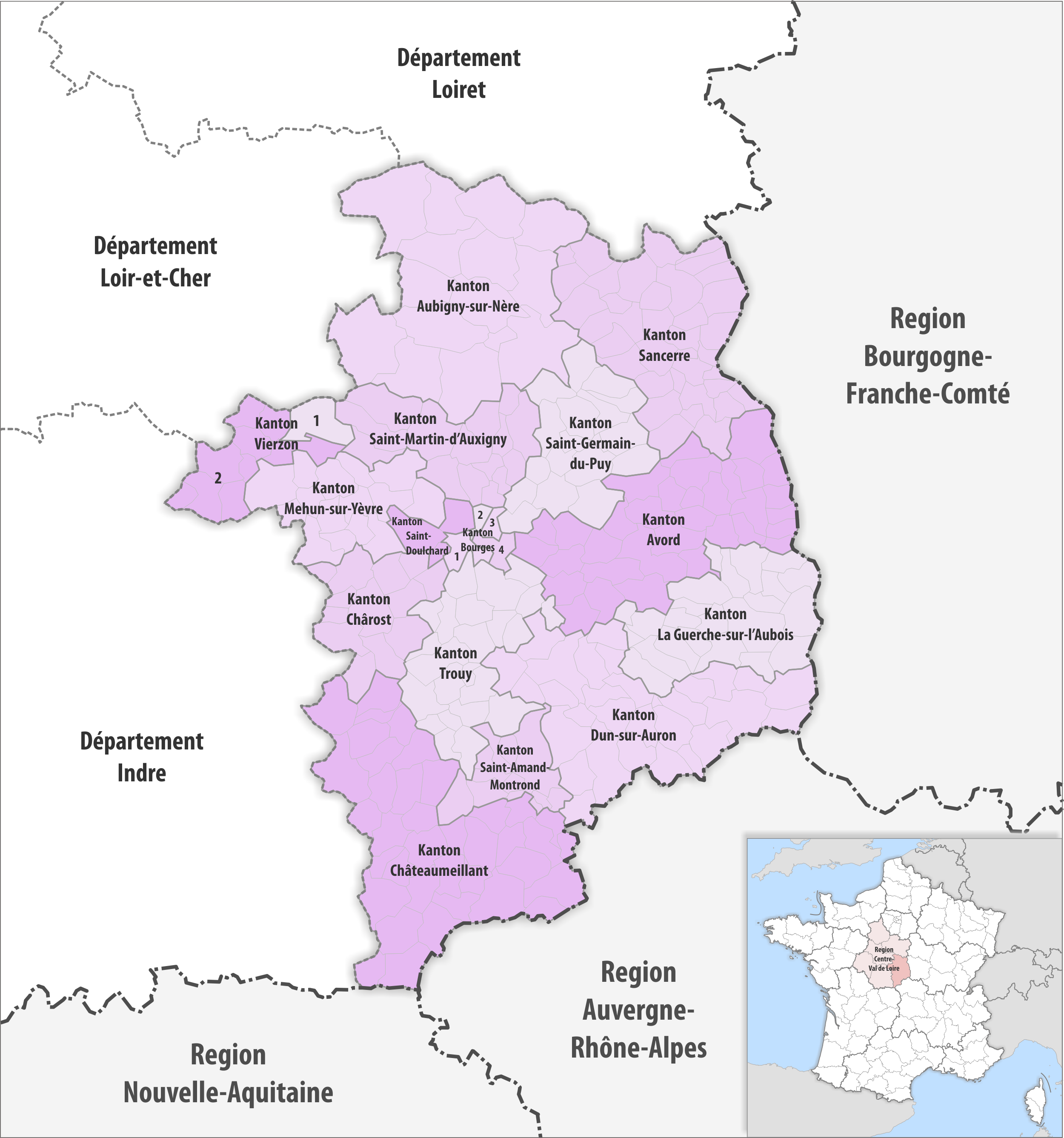
Gemeinden und Kantone im Département Cher

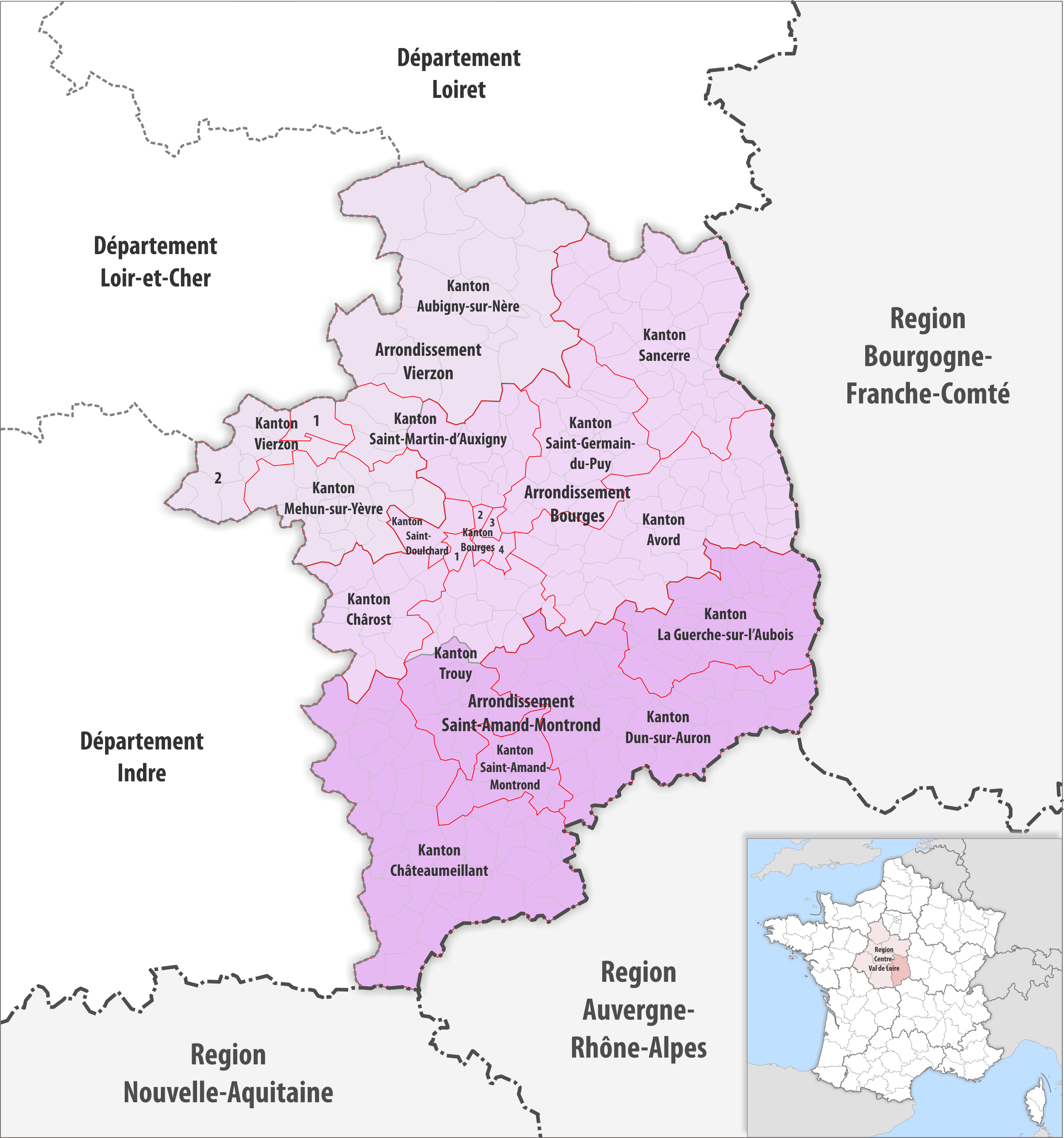
Gemeinden, Arrondissemente und Kantone im Département Cher

| Kanton                  | Gemeinden | Einwohner 1. Januar 2022 | Fläche km² | Dichte Einw./km² | Code INSEE | Arrondissement(e)             |
| ----------------------- | --------- | ------------------------ | ---------- | ---------------- | ---------- | ----------------------------- |
| Aubigny-sur-Nère        | 15        | 15.449                   | 1.038,13   | 15               | 1801       | Vierzon                       |
| Avord                   | 33        | 18.497                   | 745,54     | 25               | 1802       | Bourges                       |
| Bourges-1               | 1⁄4       | 18.039                   | 25,88      | 697              | 1803       | Bourges                       |
| Bourges-2               | 1⁄4       | 15.488                   | 8,59       | 1.803            | 1804       | Bourges                       |
| Bourges-3               | 1⁄4       | 13.923                   | 12,33      | 1.129            | 1805       | Bourges                       |
| Bourges-4               | 1⁄4       | 16.788                   | 21,94      | 765              | 1806       | Bourges                       |
| Chârost                 | 13        | 13.813                   | 304,89     | 45               | 1807       | Bourges                       |
| Châteaumeillant         | 38        | 14.154                   | 1.008,37   | 14               | 1808       | Saint-Amand-Montrond          |
| Dun-sur-Auron           | 31 1⁄2    | 14.623                   | 782,13     | 19               | 1809       | Saint-Amand-Montrond          |
| La Guerche-sur-l’Aubois | 21 1⁄2    | 12.639                   | 479,09     | 26               | 1810       | Saint-Amand-Montrond          |
| Mehun-sur-Yèvre         | 15        | 18.677                   | 352,60     | 53               | 1811       | Vierzon                       |
| Saint-Amand-Montrond    | 13        | 15.274                   | 182,35     | 84               | 1812       | Saint-Amand-Montrond          |
| Saint-Doulchard         | 3         | 15.271                   | 69,50      | 220              | 1813       | Bourges                       |
| Saint-Germain-du-Puy    | 18        | 15.239                   | 415,69     | 37               | 1814       | Bourges                       |
| Saint-Martin-d’Auxigny  | 15        | 17.306                   | 373,99     | 46               | 1815       | Bourges, Vierzon              |
| Sancerre                | 36        | 18.143                   | 687,99     | 26               | 1816       | Bourges                       |
| Trouy                   | 23        | 15.687                   | 465,54     | 34               | 1817       | Bourges, Saint-Amand-Montrond |
| Vierzon-1               | 1⁄2       | 14.854                   | 57,12      | 260              | 1818       | Vierzon                       |
| Vierzon-2               | 9 1⁄2     | 15.632                   | 203,32     | 77               | 1819       | Vierzon                       |
| Département Cher        | 286       | 299.496                  | 7.234,99   | 41               | 18         | –                             |

## Liste ehemaliger Kantone
Bis zum Neuzuschnitt der französischen Kantone im März 2015 war das Département Cher wie folgt in 35 Kantone unterteilt:
| Arrondissement       | Kantone |
| -------------------- | --- |
| Bourges              | Les Aix-d’Angillon, Baugy, Bourges-1, Bourges-2, Bourges-3, Bourges-4, Bourges-5, Chârost, Henrichemont, Léré, Levet, Saint-Doulchard, Saint-Martin-d’Auxigny, Sancergues, Sancerre, Vailly-sur-Sauldre |
| Saint-Amand-Montrond | Charenton-du-Cher, Châteaumeillant, Châteauneuf-sur-Cher, Le Châtelet, Dun-sur-Auron, La Guerche-sur-l’Aubois, Lignières, Nérondes, Saint-Amand-Montrond, Sancoins, Saulzais-le-Potier                  |
| Vierzon              | Argent-sur-Sauldre, Aubigny-sur-Nère, La Chapelle-d’Angillon, Graçay, Lury-sur-Arnon, Mehun-sur-Yèvre, Vierzon-1, Vierzon-2                                                                             |